# 扎普魯德季亞 (羅基特涅區)
49°48′31″N 30°38′44″E / 49.80861°N 30.64556°E
扎普魯德迪亞（烏克蘭語：Запруддя）是位於烏克蘭北部的村莊，由基辅州白采爾克瓦區的羅基特內市鎮負責管轄。該村始建於1507年，面積50平方公里，海拔高度171米，2001年人口1,311，人口密度每平方公里26.2人。